# Boys Like Toys
Singles de Blanka Stajkow
Solo
(2022) Rodeo
(2023)
Boys Like Toys est un single de la chanteuse polonaise Blanka Stajkow, sorti le 4 juillet 2023 sur le label Warner Music Poland.
La composition a atteint le numéro 21 sur la liste Polish Airplay Top 100 des chansons les plus jouées dans les stations de radio polonaises. L'enregistrement a reçu le statut de single d'or en Pologne, avec plus de 25 000 exemplaires vendus.

## Création
Le single a été écrit et composé par Andrzej Jaworski, Blanka Stajkow, Jeremi Sikorski et Kevin Mglej.
Le single est sorti en téléchargement numérique le 4 juillet 2023 en Pologne via la maison de disques Warner Music Poland,.
Un clip vidéo a été créé pour la chanson et mis à disposition sur YouTube le jour de la sortie du single.

## Positions sur les listes de vente
| Pays    | Liste | Meilleure position |
| ------- | ----- | ------------------ |
| Pologne | OLiS  | 45                 |

## Positions dans les charts airplay
| Pays    | Liste | Meilleure position |
| ------- | ----- | ------------------ |
| Pologne | OLiS  | 21                 |

## Certifications
| Pays    | Certification | Ventes  |
| ------- | ------------- | ------- |
| Pologne | POL : Or      | 25 000+ |